# Сан Ђовани Монтебело
Сан Ђовани Монтебело је насеље у Италији у округу Катанија, региону Сицилија.
Према процени из 2011. у насељу је живело 1789 становника. Насеље се налази на надморској висини од 313 м.